# 上木崎
上木崎（かみきざき）は、埼玉県さいたま市浦和区の町丁。現行行政地名は上木崎一丁目から上木崎八丁目。住居表示実施地区。郵便番号は330-0071。

## 地理
埼玉県さいたま市浦和区北西部の大宮台地（浦和大宮支台）上に位置する。地区東端の台地の縁に沿うように見沼代用水西縁が流れる。
地区の東側を木崎や皇山町、南側を領家や針ヶ谷、西側を中央区下落合や同上落合や同新都心、北側を大宮区北袋町や大原と接する。
一丁目から四丁目が産業道路より西側、五丁目から八丁目が東側となっている。与野駅からも近く、主に住宅地となっている。浦和区であるが与野駅が地区内に所在しており、店舗名にも与野が付く店が多い。与野駅西口は再開発により整備されたが、東口はいまだに駅前広場の整備がされていない。
地区内に古墳時代中期の遺跡である上木崎遺跡等がある。

### 地価
住宅地の地価は、2022年（令和4年）1月1日の公示地価によれば上木崎2丁目13-15の地点で35万5000円/m2となっている。

## 歴史
もとは江戸期より存在した武蔵国足立郡木崎領に属する木崎村であった。古くは戦国期より見出せる足立郡のうちの郷村名の木崎郷であった。元禄年間頃に木崎村より上木崎村のほか、下木崎村、瀬ヶ崎村、駒場村が分村されたと見られる。村高は「元禄郷帳」では238石余、「天保郷帳」では294石余。助郷は中山道浦和宿に出役していた。化政期の戸数は37軒で、村の規模は東西10町余、南北8町余であった。瀬ヶ崎村内には飛地があった。
- 発足時は幕府領、以降変遷無し[5]。なお、検地は1690年（元禄3年）に実施[8]。
- 幕末時点では足立郡上木崎村であった。明治初年の『旧高旧領取調帳』の記載によると、代官大竹左馬太郎支配所が管轄する幕府領であった[9]。
- 1868年（慶応4年）6月19日 - 武蔵知県事・山田政則（忍藩士）の管轄となる。
- 1869年（明治2年） 
  - 1月13日 - 武蔵知県事・宮原忠英の管轄区域に大宮県を設置、同県の管轄となる。県庁は東京府馬喰町に置かれる。
  - 9月29日 - 県庁が浦和に置かれ浦和県に改称。
- 1871年（明治4年）11月13日 - 第1次府県統合により埼玉県の管轄となる。
- 1879年（明治12年）3月17日 - 郡区町村編制法により成立した北足立郡に属す。郡役所は浦和宿に設置。
- 1889年（明治22年）4月1日 - 町村制施行により、上木崎、下木崎、駒場、瀬ヶ崎、針ヶ谷、本太、北袋、木崎領領家が合併し、木崎村（江戸期の木崎村とは別の自治体）が成立[7]。上木崎村は木崎村の大字上木崎となる。
- 1932年（昭和7年）4月1日 - 木崎村が谷田村と共に浦和町へ編入され[10]、浦和町の大字となる。
- 1934年（昭和9年）2月11日 - 浦和町が市制を施行し、浦和市となり[10]、浦和市の大字となる。
- 1952年（昭和27年） - 地内に浦和市立上木崎小学校（現、さいたま市立上木崎小学校）が開校する[5]。
- 1954年（昭和29年） - 地内に浦和市立大原中学校（現、さいたま市立大原中学校）が開校する[5]。
- 1956年（昭和31年） - 公営上木崎住宅が建設され、共用（34戸）される[5]。その後増設され、翌々年共用（72戸）される。
- 1967年（昭和42年）9月1日 - 住居表示実施のため大字上木崎、駒場二丁目の各一部から上木崎一丁目〜四丁目が成立[11]。
- 1968年（昭和43年） - 地内に浦和上木崎郵便局が開局する[5]。
- 1982年（昭和57年）8月1日 - 大字上木崎と下木崎と上木崎三丁目の各一部から上木崎五丁目〜八丁目が成立[12]（五・六丁目は上木崎から、七・八丁目は上木崎と下木崎から）。また、大原一丁目〜七丁目も同日、大字上木崎と下木崎の北部から成立[12]、上木崎からは大原二・三丁目の西側（さいたま市立大原中学校付近）が成立した。また、瀬ヶ崎一丁目〜五丁目も同日、大字上木崎、下木崎および大字領家、瀬ヶ崎の各一部から成立した[12]。皇山町も同日、上木崎と下木崎の各一部から成立した[12]。これにより大字上木崎は消滅する[12]。
- 2001年（平成13年）5月1日 - 浦和市が与野市、大宮市と合併しさいたま市となり、さいたま市の町丁となる。
- 2003年（平成15年）4月1日 - さいたま市が政令指定都市に移行し、さいたま市浦和区の町丁となる。

## 世帯数と人口
2017年（平成29年）9月1日現在の世帯数と人口は以下の通りである。埼玉県内では鳩山町（約1万3千人）よりも人口が多い。
| 丁目         | 世帯数    | 人口     |
| ------------ | --------- | -------- |
| 上木崎一丁目 | 1,592世帯 | 3,473人  |
| 上木崎二丁目 | 1,055世帯 | 2,442人  |
| 上木崎三丁目 | 801世帯   | 1,900人  |
| 上木崎四丁目 | 721世帯   | 1,508人  |
| 上木崎五丁目 | 545世帯   | 1,396人  |
| 上木崎六丁目 | 1,133世帯 | 2,419人  |
| 上木崎七丁目 | 484世帯   | 1,225人  |
| 上木崎八丁目 | 250世帯   | 580人    |
| 計           | 6,581世帯 | 14,943人 |

## 小・中学校の学区
市立小・中学校に通う場合、学区（校区）は以下の通りとなる。
| 丁目         | 番地                       | 小学校                   | 中学校                 |
| ------------ | -------------------------- | ------------------------ | ---------------------- |
| 上木崎一丁目 | 全域                       | さいたま市立上木崎小学校 | さいたま市立大原中学校 |
| 上木崎二丁目 | 全域                       | さいたま市立上木崎小学校 | さいたま市立大原中学校 |
| 上木崎三丁目 | 全域                       | さいたま市立上木崎小学校 | さいたま市立大原中学校 |
| 上木崎四丁目 | 1〜5番 7〜9番              | さいたま市立上木崎小学校 | さいたま市立大原中学校 |
| 上木崎四丁目 | その他                     | さいたま市立針ヶ谷小学校 | さいたま市立大原中学校 |
| 上木崎五丁目 | 全域                       | さいたま市立上木崎小学校 | さいたま市立大原中学校 |
| 上木崎六丁目 | 32〜35番                   | さいたま市立上木崎小学校 | さいたま市立大原中学校 |
| 上木崎六丁目 | 17〜25番 28〜31番 36〜37番 | さいたま市立針ヶ谷小学校 | さいたま市立大原中学校 |
| 上木崎六丁目 | その他                     | さいたま市立木崎小学校   | さいたま市立大原中学校 |
| 上木崎七丁目 | 全域                       | さいたま市立上木崎小学校 | さいたま市立大原中学校 |
| 上木崎八丁目 | 全域                       | さいたま市立上木崎小学校 | さいたま市立大原中学校 |

## 交通
- JR東日本京浜東北線与野駅[6]

### 道路
- 埼玉県道1号さいたま川口線
- 埼玉県道35号川口上尾線（産業道路）
- 埼玉県道120号上木崎与野停車場線
- 埼玉県道164号鴻巣桶川さいたま線（旧中山道）
- 埼玉県道159号さいたま北袋線

## 地域

### 寺社・史跡

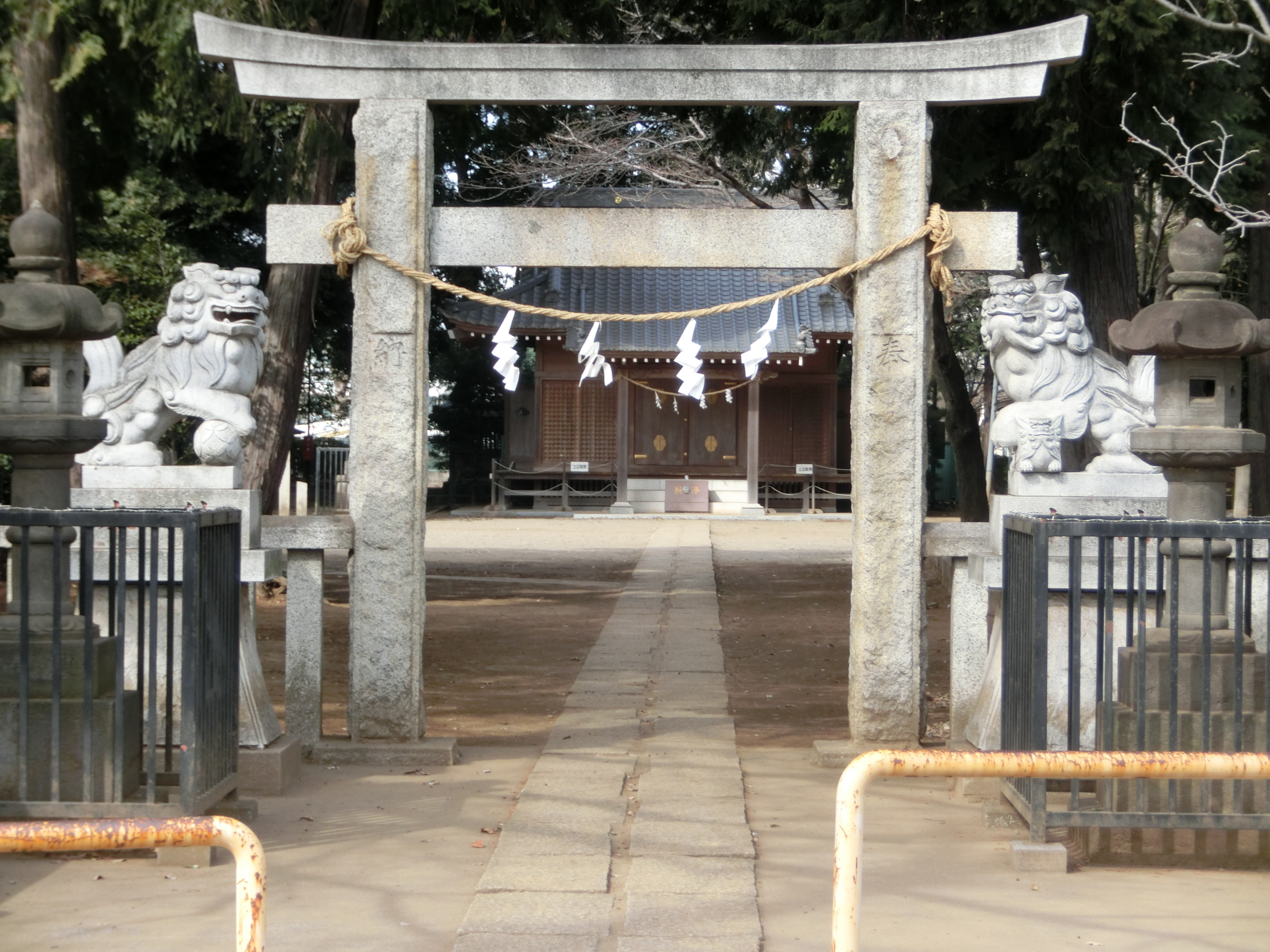
足立神社

- 足立神社（五丁目）
- 本地堂（六丁目）
- 阿弥陀寺（六丁目）
- 天台宗正福寺（七丁目）
- 相之谷堂（七丁目）

### 公園・緑地
1丁目
- 上木崎1丁目公園
- 上木崎1丁目西公園
- 上木崎1丁目第二公園

3丁目
- 上木崎三丁目第一公園
- 上木崎三丁目第二公園

5丁目
- 上木崎足立神社公園

7丁目
- 皇山第一公園
- 皇山第二公園

### 施設
地区が与野駅に近いこともあり、数多くの商業施設や民間施設が立地する。
1丁目
- ビバホーム本社

2丁目
- 上木崎保育所
- 東日本銀行
- 日新火災海上保険さいたま本社

3丁目
- さいたま市立上木崎小学校
- 上木崎公民館

4丁目
- さいたま市子ども家庭総合センター（あいぱれっと）

6丁目
- 皇山住宅

7丁目
- みぬま幼稚園